# Robert Koch
Pour les articles homonymes, voir Koch.
Robert Koch (en allemand : /ˈʁoː.bɛʁt kɔx/ , 11 décembre 1843 à Clausthal, Royaume de Hanovre - 27 mai 1910 à Baden-Baden, (Empire allemand) est un médecin allemand connu pour sa découverte de la bactérie responsable de la tuberculose qui porte aujourd'hui son nom : « bacille de Koch ». Les travaux qu'il mène pour la découvrir lui valent le prix Nobel de physiologie ou médecine de 1905. C'est l'un des fondateurs de la bactériologie.

## Biographie
Fils d'un ingénieur dans l'industrie minière, Hermann Koch, qui est intendant des mines Claustahl Zellerfeld, et de Mathilde Juliette Henriette Biewend, fille d'un inspecteur des mines de fer, Robert — baptisé Heinrich Hermann Robert Koch — est le troisième enfant d'une famille qui en comptera treize (dont deux mourant en bas âge). Avec deux vieilles tantes, un oncle et la domesticité, la maisonnée pourra compter jusqu'à dix-neuf personnes. À l'âge de quatre ans, il apprend seul à déchiffrer quelques mots dans les journaux ; à cinq ans, il entre à l'école primaire. En 1851, à l'âge de huit ans, il intègre le Gymnasium.
L'oncle maternel, Eduard Biewend, emmène le jeune Robert en excursion observer la nature ; il l'initie également à la photographie (à une époque où chaque photographe doit préparer ses solutions et ses plaques). Au lycée, Koch est un élève studieux, avec des facilités en mathématiques et en sciences naturelles. En 1862, il passe son Abitur. Tandis que son père le verrait bien émigrer aux États-Unis comme ses deux frères ainés, le jeune Robert, épris d'Emmy Adolfine Josephine Fraatz, la fille d'un pasteur de l’Église évangélique de Clausthal, se rend la même année à Göttingen, dans l'intention de s'y former rapidement au métier de professeur. Au cours de son second semestre d'étude, il réoriente sa formation vers celle de médecin. Dans cette université renommée, Koch étudie l'anatomie avec Jacob Henle, défenseur depuis 1840 de la théorie microbienne des maladies contagieuses. Il étudie également la clinique avec Karl Ewald Hasse (en), la psychologie avec Rudolf Hermann Lotze, la physique avec Wilhelm Eduard Weber et la chimie avec Friedrich Wöhler. Le physiologiste Georg Meissner (de) l'initie à l'expérimentation animale. Après son diplôme de médecin en janvier 1866, Koch part trois mois à Berlin assister aux conférences de Virchow. Le 12 mars 1866, il obtient sa licence de médecin à Hanovre. En 1867, après un poste de médecin adjoint à l'hôpital de Hambourg, Koch trouve un poste à Langenhagen, dans une institution accueillant des enfants retardés mentaux. Dans cette même ville, il ouvre un cabinet de généraliste. Le 16 juillet 1867, il se marie avec Emmy Fraatz. À Langenhagen, Koch commence ses travaux de microscopie et ses études naturalistes ; sa femme, Emmy, l'aide dans le classement des échantillons prélevés. Deux ans après s'être installé à Langenhagen, à la suite d'une réorganisation administrative de l'institution, Koch doit chercher un nouvel emploi. En juin 1868, il tente d'ouvrir un cabinet à Braetz ; il tente à Niemegk[Quoi ?], près de Potsdam, où sa femme et leur toute jeune fille Gertrud (née le 6 septembre 1868) le rejoignent. Sa situation professionnelle et financière est difficile.

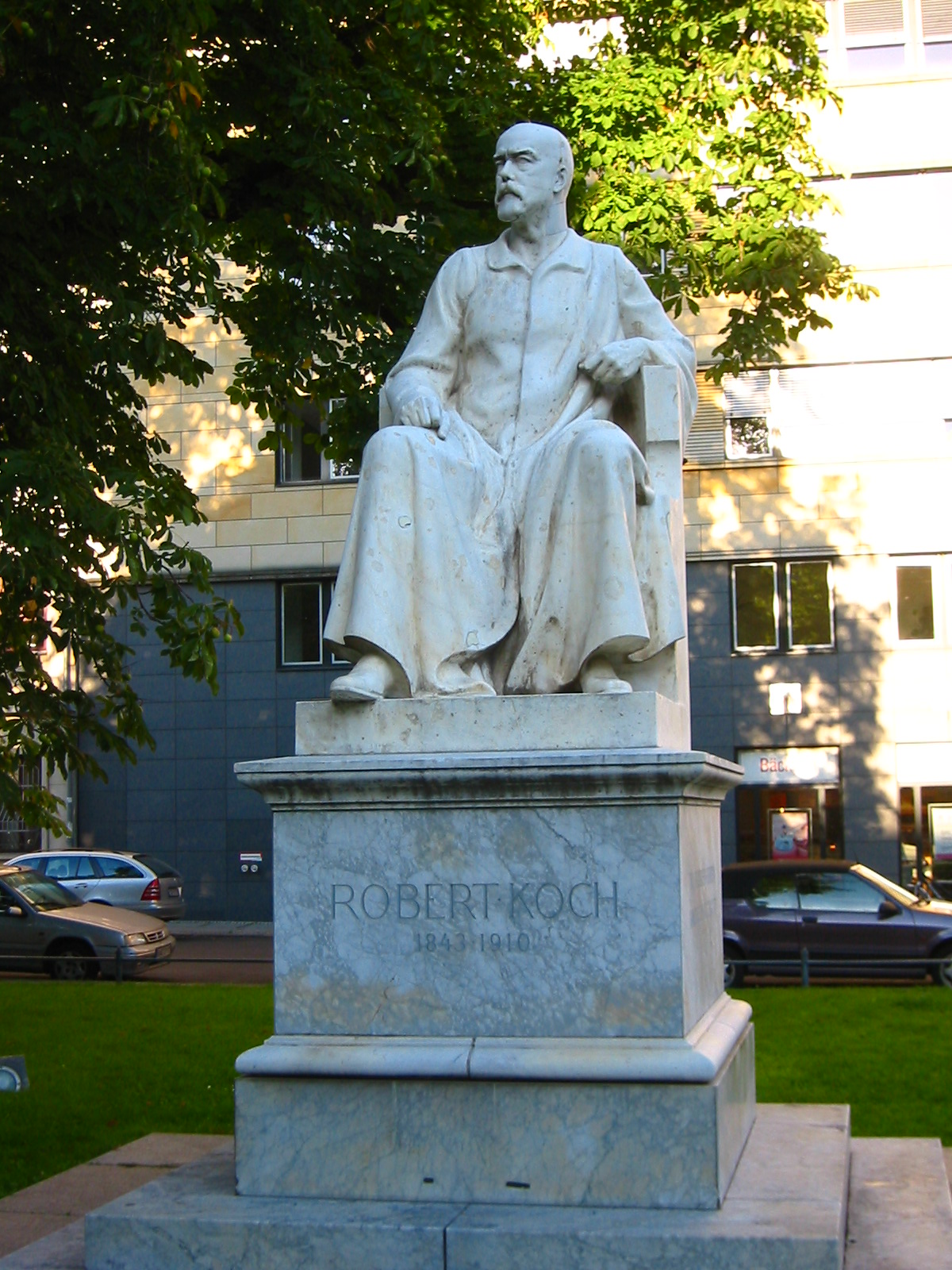
Statue de Robert Koch devant l'Hôpital de la Charité à Berlin (œuvre de Louis Tuaillon).

Enfin, Koch déménage à Rakwitz dans l'arrondissement de Bomst de la province de Posnanie, où il réussit à se constituer une clientèle fidèle. Quand la guerre de 1870 éclate, Koch, myope, est dispensé de service actif ; il se porte toutefois volontaire pour le service de santé de l'armée. Il sera affecté à Neufchateau et à Orléans, où il aura notamment à traiter de la fièvre typhoïde et des blessures de guerre. Démobilisé avant la fin des hostilités, Koch revient à Rakwitz. En janvier 1872, il réussit l'examen de Kreisphysikus (médecin cantonal). Un poste se libérant à Wollstein en Grande-Pologne, il y emménage en avril 1872. Koch réside à Wollstein jusqu'en 1880 ; il y est responsable de la santé publique au niveau local ; c'est là qu'il fait les premières découvertes qui le rendront célèbre, sur la maladie du charbon.
La lecture du rapport de Coze et Feltz sur le streptocoque incite Koch à entreprendre ses recherches bactériologiques sur les maladies contagieuses.
En 1876, Ferdinand Julius Cohn publie les travaux de Koch, ce qui vaut immédiatement à ce dernier une grande renommée.
En 1877, Koch publie un texte sur la microphotographie.
En 1880, il est nommé professeur au Reichs-Gesundheitsamt (Office impérial de la santé) de Berlin.
Entre 1884 et 1885, Koch est commissaire à ce même office.
En 1885, il obtient la chaire d’hygiène à l’université Frédéric-Guillaume de Berlin.
En 1891, est créé pour lui l'Institut prussien des maladies infectieuses, dont il prend la direction. Il recrute Richard Pfeiffer, directeur scientifique de l'Hôpital de la Charité.
En 1892, il divorce d'Emmy et se remarie quelques mois plus tard avec Hedwig Freiberg, une étudiante et actrice amateure âgée de 17 ans.
En 1905, Koch reçoit le prix Nobel de physiologie ou médecine « pour ses investigations et ses découvertes en lien avec la tuberculose ». Il devient membre étranger de la Royal Society le 4 mars 1897.
Robert Koch meurt le 27 mai 1910 d'une crise cardiaque lors d'une cure à Baden-Baden. Il est incinéré, selon ses volontés, et ses cendres sont transportées à Berlin.

## Fondateur de la bactériologie

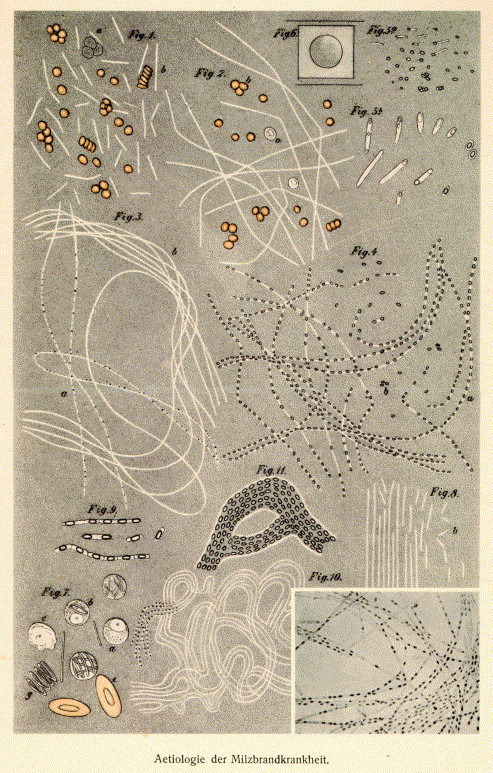
Le bacille du charbon Bacillus anthracis, planche extraite de Die Aetiologie der Milzbrand-Krankheit, begründet auf die Entwicklungsgeschichte des Bacillus Anthracis, 1876.

Koch s'intéresse principalement à la maladie du charbon (mouton), à la peste bovine et équine, aux intoxications par le plomb et aussi au paludisme, à la piroplasmose et à la maladie du sommeil. Il possède une ouverture d'esprit assez importante puisqu'il s'intéresse aussi à l'archéologie, à l'anthropologie et à la parasitologie.

### Découverte du cycle du bacille du charbon
Koch commence ses observations microscopiques sur la maladie du charbon en 1873, examinant alors le sang de moutons charbonneux. Il y voit les mêmes organismes en forme de bâtonnets que Casimir Davaine avait nommés « bactéridies » en 1863. En 1874, il découvre la phase sporulée de la bactérie.
Il est le premier en 1876 à réussir la culture du bacille du charbon, découvert en 1850 par les Français Pierre Rayer et Casimir Davaine. Il développe à cette occasion plusieurs techniques nouvelles de coloration, de mise en culture et d'identification des germes.
En 1876 paraît son article intitulé Die Ätiologie der Milzbrandkrankheit, gegründet auf die Entwicklungsgeschichte des Bacillus anthracis / L'étiologie du charbon, fondée sur le cycle de vie du Bacillus anthracis dans les Beiträge zur Biologie der Pflanzen de Ferdinand Cohn.
Il n'a pas utilisé de colorant pour mettre en évidence ce bacille.

### Travaux sur les blessures
Il a appliqué dans ce travail les techniques de colorations développées par Carl Weigert. En 1878 il publie un mémoire intitulé Recherche concernant l'étiologie des plaies infectées.

### Découverte de la bactérie responsable de la tuberculose

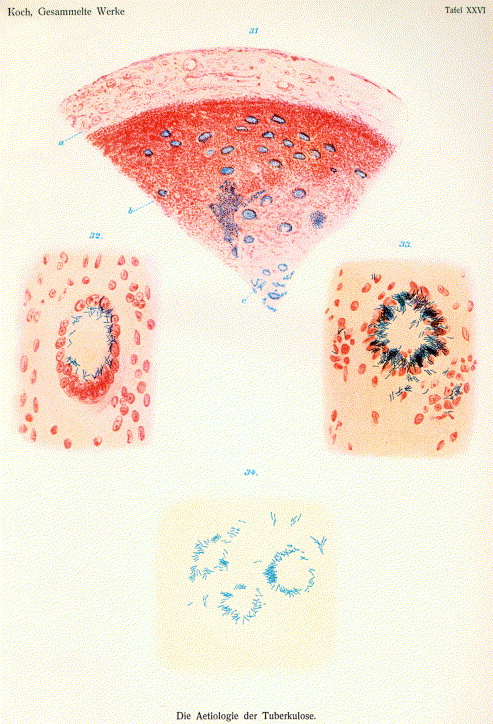
Cellules géantes entourées de nombreux bacilles de la tuberculose, planche, extrait de Die Ätiologie der Tuberkulose, dans Gesammelte Werke von Robert Koch,, Texte intégral

Koch présente sa découverte du bacille à l'Institut de physiologie d'Emil du Bois-Reymond le 24 mars 1882. À l'issue de la présentation, les scientifiques, stupéfaits, n'émettent aucune question ; Virchow, connu pour son opposition à la théorie des germes, quitte la salle sans mot dire. Le soir même, le télégraphe porte la nouvelle dans le monde entier. Cette présentation, qui donne lieu à publication le 10 avril suivant, est suivie de trois articles : Über die Ätiologie der Tuberkulose (à l'été 1882, au Congrès de médecine interne de Wiesbaden), Kritische Besprechung der gegen die Bedeutung der Tuberkelbazillen gerichteten Publikationen en 1883, et enfin en 1884 le monumental Die Ätiologie der Tuberkulose qui offre une présentation détaillée de ses travaux.
Ayant adopté une compréhension de la maladie semblable à celle développée précédemment par Laennec, Bayle, Villemin et Cohnheim, Koch et l'équipe qu'il dirige au Reichsgesundheitsamt isolent le bacille en seulement huit mois. Du fait de sa petite taille et de l'inaptitude du bleu de méthylène à le colorer, le bacille a jusqu'alors échappé à l'attention des chercheurs (le bacille est observable toutefois à l'état frais ; Ehrlich qui a déjà observé ces bâtonnets, croit reconnaître des cristaux : grâce à la technique de double coloration qu'il met au point, Koch arrive à l'identifier. Procédant comme Albert Neisser l'a fait dès 1879 pour le bacille de la lèpre, Koch laisse d'abord les lames de frottis 24 heures dans le bleu de méthylène alcalinisé par la potasse puis les traite à la vésuvine : les bacilles sont bleus sur un fond d'éléments cellulaires et de microbes bruns (au même moment, voire un peu avant, Paul Baumgarten identifie lui aussi la bactérie). En retrouvant le bacille dans des formes cliniques considérées alors comme des entités nosographiques distinctes, Koch contribue à unifier le concept de tuberculose (Koch n'arrive toutefois pas à prouver la nature tuberculeuse des scrofules). Alors même qu'il a signalé, dans des travaux précédents, l'importance de la publication de microphotographies, supposées plus objectives et impartiales que les dessins, Koch ne publie pas de photographies du bacille mais simplement des dessins. Dans son article de 1884, Koch mentionne la présence de spores dans les bacilles.
Alors qu'en 1882 Koch évitait d'exprimer une opinion trop tranchée quant au poids respectif du bacille et de l'hérédité, en 1884, il se montre plus catégorique, qualifiant l'hérédité de facteur marginal.
Koch utilisa la méthode d'inoculation à l'iris de lapin publiée en 1879 par Carl Julius Salomonsen (en) et Julius Friedrich Cohnheim (en).
En 1882, il isole le bacille de la tuberculose, en mettant au point une méthode de culture in vitro et en reproduisant la maladie chez les animaux avec la souche cultivée, prouvant que le germe est bien responsable de la maladie et invalidant la théorie cellulaire de Virchow. Ce germe lui doit son nom, bacille de Koch. Son nom scientifique est Mycobacterium tuberculosis. Cette découverte entraîne l'utilisation de mesures d'hygiène pour lutter contre la transmission de la maladie. Notamment parce que la tuberculose n'est pas immunisante, Koch ne croit pas en la possibilité d'un vaccin ; il cherche donc un traitement qu'il croit trouver dans un produit extrait du bacille qu'il met au point, la tuberculine, ce qu'il annonce en 1890 : c'est un échec. Il persévère, présentant en 1897 une deuxième version de la tuberculine, qui s'avèrera aussi inefficace et dangereuse, voire fatale, que la première. La tuberculine servira toutefois ensuite au diagnostic de la maladie.

### Identification du bacille du choléra
En 1883, au cours d'une expédition en Égypte, il isole avec l'aide de Georg Gaffky (de) et de Bernhard Fischer (de) l'agent microbien du choléra (Vibrio cholerae). En fait, cette découverte a déjà été publiée par Filippo Pacini en 1854. Il prouve peu après le rôle de l'eau dans la transmission de la maladie, rôle déjà mis en évidence en 1855 par John Snow.

### Travaux sur les maladies tropicales
À partir de 1896, Koch étudie les maladies tropicales, notamment le paludisme dans sa forme maligne, la surra forme de trypanosomiase animale, la peste en Inde et en Afrique du Sud. En 1904, il se rend en Afrique de l'Est pour étudier la theilériose bovine, la babesiose, la maladie à tique.

## Postulats de Koch
Koch a formulé les postulats de Koch (on devrait en fait dire plutôt les postulats de Jacob Henle) qui sont nécessaires pour qu'on puisse conclure à un lien de cause à effet entre un microorganisme et une maladie :
1. Le microorganisme doit être présent chez tous les organismes malades et absent des organismes sains.
2. Le microorganisme doit pouvoir être prélevé sur un organisme malade et mis en culture pure et stable sur plusieurs générations.
3. Le microorganisme prélevé sur un organisme malade et mis en culture peut être inoculé à un nouvel organisme qui développe alors la maladie avec tous ses symptômes.
4. Le microorganisme isolé de cet organisme doit être identique à celui précédemment isolé.

Au fil du temps, ces quatre postulats se sont révélés ne pas être rigoureusement exacts, ils connaissent les restrictions suivantes :
1. Plusieurs microorganismes peuvent causer une même maladie.
2. Certains microorganismes pathogènes ne sont pas cultivables.
3. Un microorganisme peut causer plusieurs maladies.
4. Un microorganisme peut se trouver sur un porteur sain.

## La tuberculine

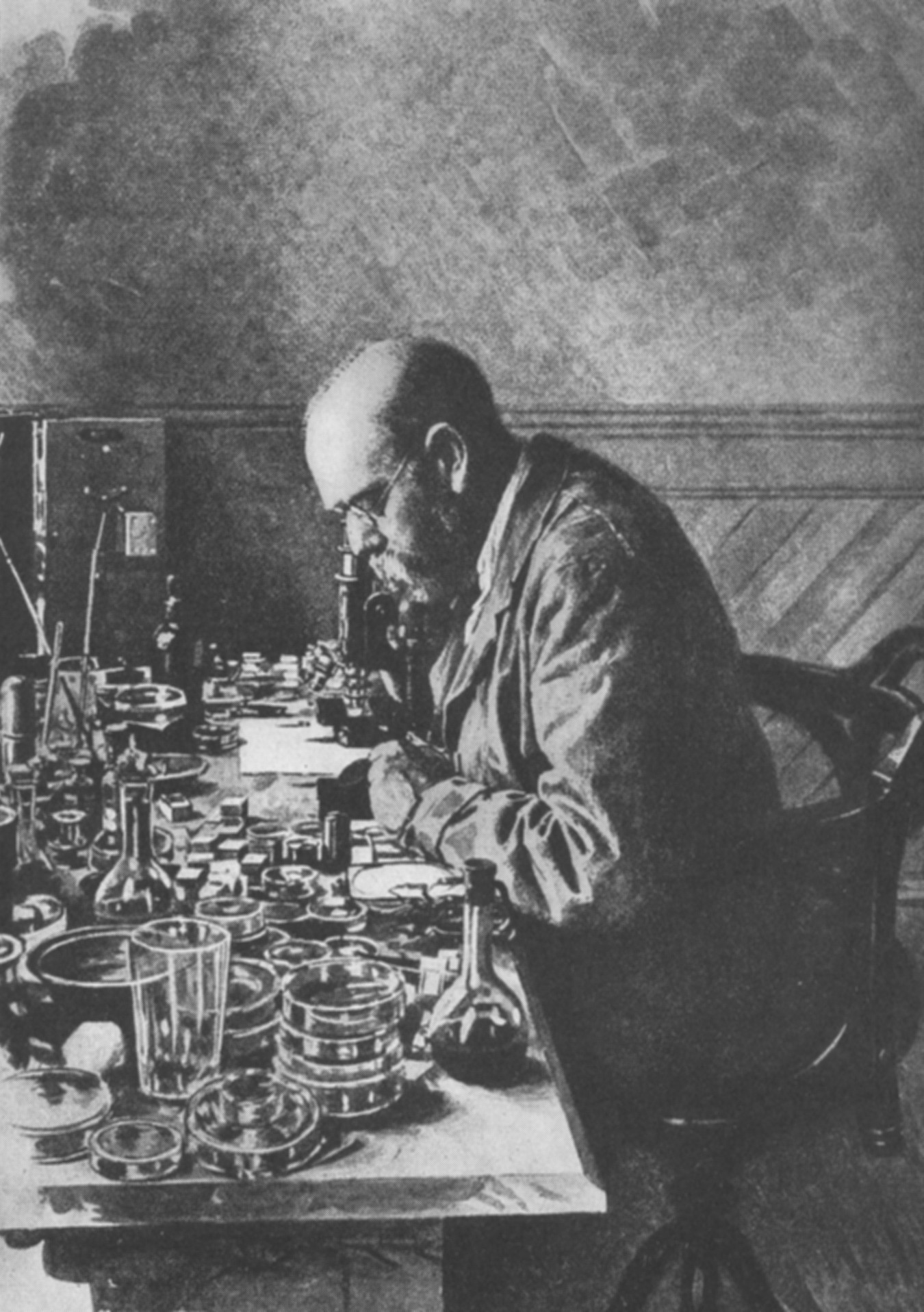
Robert Koch dans son laboratoire

La découverte du bacille de la tuberculose ne marque pas la fin des travaux de Koch sur cette maladie : on trouve des traces de travaux de Koch sur cette maladie presque jusqu'à sa mort. La découverte de 1882, qui lui vaut une renommée mondiale immédiate, est suivie de plusieurs échecs. Échec du traitement de la tuberculose par la tuberculine dans les années 1890-1891 ; échec de la nouvelle tuberculine en 1897 ; et enfin erreur dans le jugement porté par Koch concernant la tuberculose bovine.
En août 1890, Koch annonce qu'il a trouvé un traitement contre la tuberculose. La nouvelle fait sensation. Le remède, qui se fait connaître sous l’appellation de « remède de Koch » ou « lymphe de Koch » avant de s'appeler « tuberculine », est disponible en octobre. L'enthousiasme est de courte durée : les réticences de Koch à transmettre des informations sur la nature exacte de la substance, autant sinon plus que les effets discutés de celle-ci, accélèrent cette désillusion. De fait, Koch ne donne des informations que pressé par la nécessité. Son comportement a même pu évoquer chez certains historiens le soupçon de fraude. Sa première publication sur le sujet est obscure, sinon même spécieuse, elle ne dit rien de la nature du remède. Koch ne commence à apporter quelques rares précisions qu'en octobre, quand la tuberculine est mise sur le marché. Lorsque commencent à se faire jour des questions à propos de l'efficacité du traitement, Koch, pressé notamment par les autorités, doit, à la fin de l'année 1891, donner plus d'informations. Jusqu'alors, les médecins n'utilisent la tuberculine que sur la seule foi du savant mondialement réputé qu'est alors Robert Koch. La publication de la nature de la tuberculine, les rumeurs concernant les espoirs financiers placés par Koch dans son développement, les échecs constatés — plusieurs patients meurent — et l'incapacité de Koch à montrer les cobayes qu'il aurait guéris par son remède, entraînent un déclin rapide de la popularité de la tuberculine au début de l'année 1891.
Seules deux personnes, Koch et sa jeune maîtresse, ont été soumises à essai avant la commercialisation ; par ailleurs aucun des collaborateurs de Koch à l'Institut d'hygiène n'a été associé à ces recherches, que Koch n'a conduites qu'avec l'aide de chercheurs mineurs, Pfuhl, son gendre, et Libbertz, un de ses amis d'enfance. Fin 1891, Paul Baumgartner publie un article dévastateur sur la tuberculine. La cause du fourvoiement de Koch est à chercher dans les conceptions qu'il a de la maladie. Koch explique l'efficacité supposée de son remède par l'effet de celui-ci non pas sur le bacille même, mais sur les tissus dont il se nourrirait et que le remède réduirait. La tuberculine agirait ainsi comme une armée en retraite pratiquant la politique de la terre brûlée.
En plus d'une valeur thérapeutique, la tuberculine présente pour Koch une valeur diagnostique, les patients affectés de tuberculose réagissant à l'administration de tuberculine par des symptômes généraux — fièvre, tremblements douleurs des membres — mais aussi locaux. Ce « test » est très différent de celui que développera Clemens von Pirquet à partir de 1907 : ce dernier test, le test Mantoux, fondé sur la compréhension d'une réaction retardée à la tuberculine, exige de faire la distinction entre l'infection elle-même et la maladie, ce que n'a pas fait Koch, pour qui la présence d'un seul germe déclenche automatiquement la maladie (Koch n'a jamais cherché à savoir si des personnes saines pouvaient être porteuses du bacille). Les contemporains de Koch se montreront favorables à cet usage diagnostique.
Malgré ce premier échec, Koch proposera une deuxième version de la tuberculine en 1897, qu'il défendra jusqu'en 1901. Cependant, cette version sera aussi erronée.

## La tuberculose bovine
En 1898, Theobald Smith identifie M. bovis, qu'il distingue de M. tuberculosis.
En 1901 au Congrès international de la tuberculose à Londres, Koch soutient que le bacille de la tuberculose bovine est distinct de celui de la tuberculose humaine. Il en déduit que la tuberculose humaine n'est pas naturellement transmissible aux vaches et que les produits laitiers provenant de vaches atteintes de pommelière ne sont pas capables d'infecter l'homme. D'après lui, il n'y a pas lieu de prendre des mesures prophylactiques contre la tuberculose bovine. Pourtant, les travaux réalisés de 1908 à 1911 par des commissions anglaises, américaines et allemandes, tout autant que les travaux de Saturnin Arloing et de Edmond Nocard prouvent le contraire. Toutefois, la question n'est pas totalement réglée dans l'entre-deux guerres. Ce n'est qu'après la Seconde Guerre mondiale que le rôle de la tuberculose bovine dans la pandémie tuberculeuse est définitivement établi.
La médecine moderne admet que l'Homme est aussi sensible au bacille tuberculeux bovin qu'au bacille humain.

## Hommages
L'astéroïde (10847) Koch est nommé en son honneur.
Koch est l'un des protagonistes du film La Balle magique du Docteur Ehrlich.
Dans la série allemande de 2017 Charité, Robert Koch est interprété par Justus von Dohnányi.

### Filmographie

#### Cinéma
- 1939 : Hans Steinhoff dans La Lutte héroïque.
- 1940 : Albert Bassermann dans La Balle magique du Docteur Ehrlich de William Dieterle.

#### Télévision

##### Série
- 2017 : Justus von Dohnányi dans Charité.

##### Documentaire
- 2018 : Mathieu Schwartz dans Pasteur et Koch, un duel de géants dans le monde des microbes, Arte.